# 伊琳娜·潘金娜
伊琳娜·亚历山德罗芙娜·潘金娜（羅馬化：Irina Aleksandrovna Pan'kina；1986年3月8日—）是俄罗斯政治人物，第八届国家杜马代表。
2007年，潘金娜开始在俄罗斯联邦储蓄银行乌法分行担任法律顾问。2009年至2010年，她担任俄罗斯联邦总统巴什科尔托斯坦共和国全权代表的首席专家。2011年，她开始在国家杜马机构工作。2021年9月起，她担任第八届国家杜马代表。

## 制裁
潘金娜于2022年因俄乌战争而受到英国政府和美国财政部制裁。